# Oligophlebodes sierra
Oligophlebodes sierra är en nattsländeart som beskrevs av Ross 1944. Oligophlebodes sierra ingår i släktet Oligophlebodes och familjen Uenoidae. Inga underarter finns listade i Catalogue of Life.